# 허란산맥

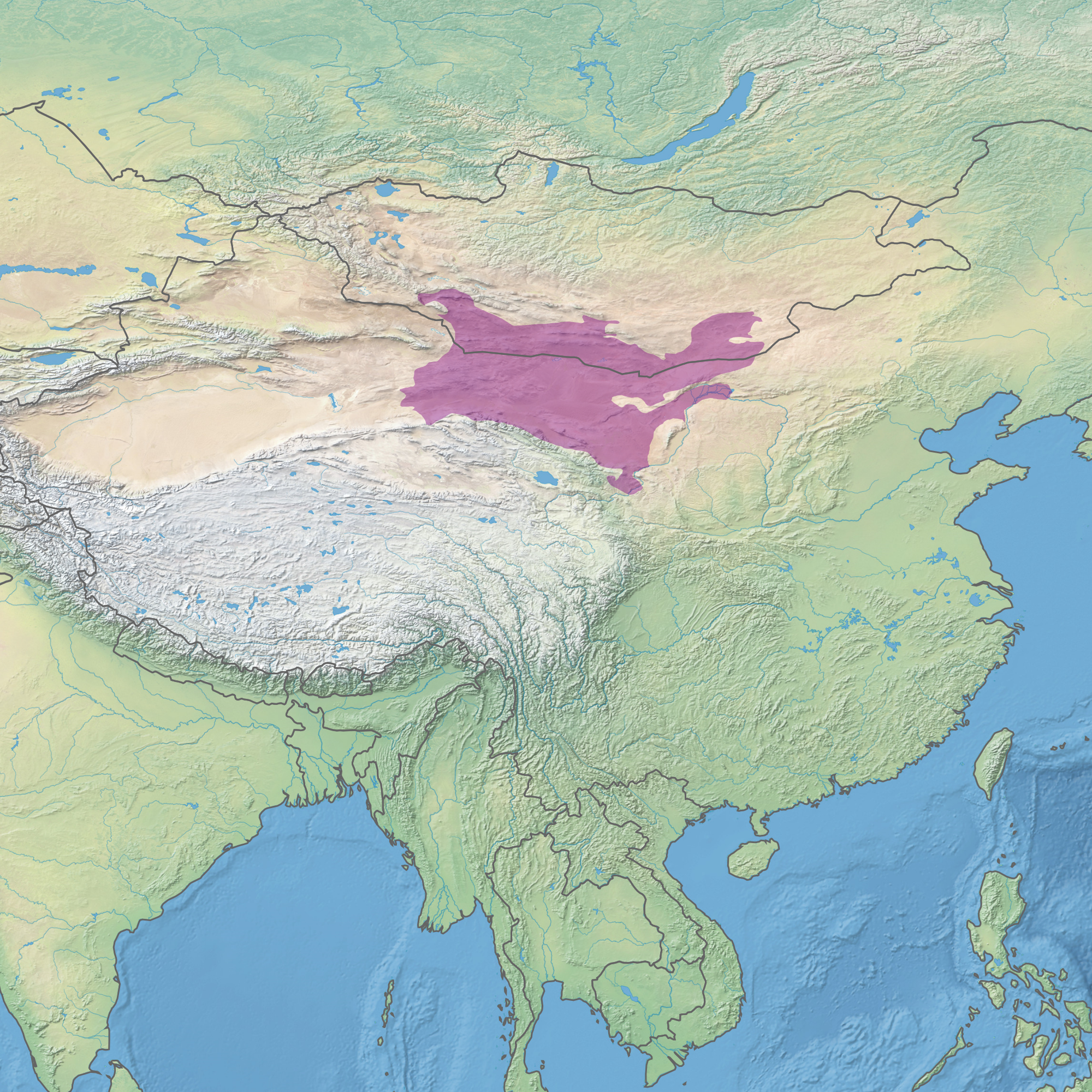
허란산 준사막 평원(Alashan semi-desert plateau)

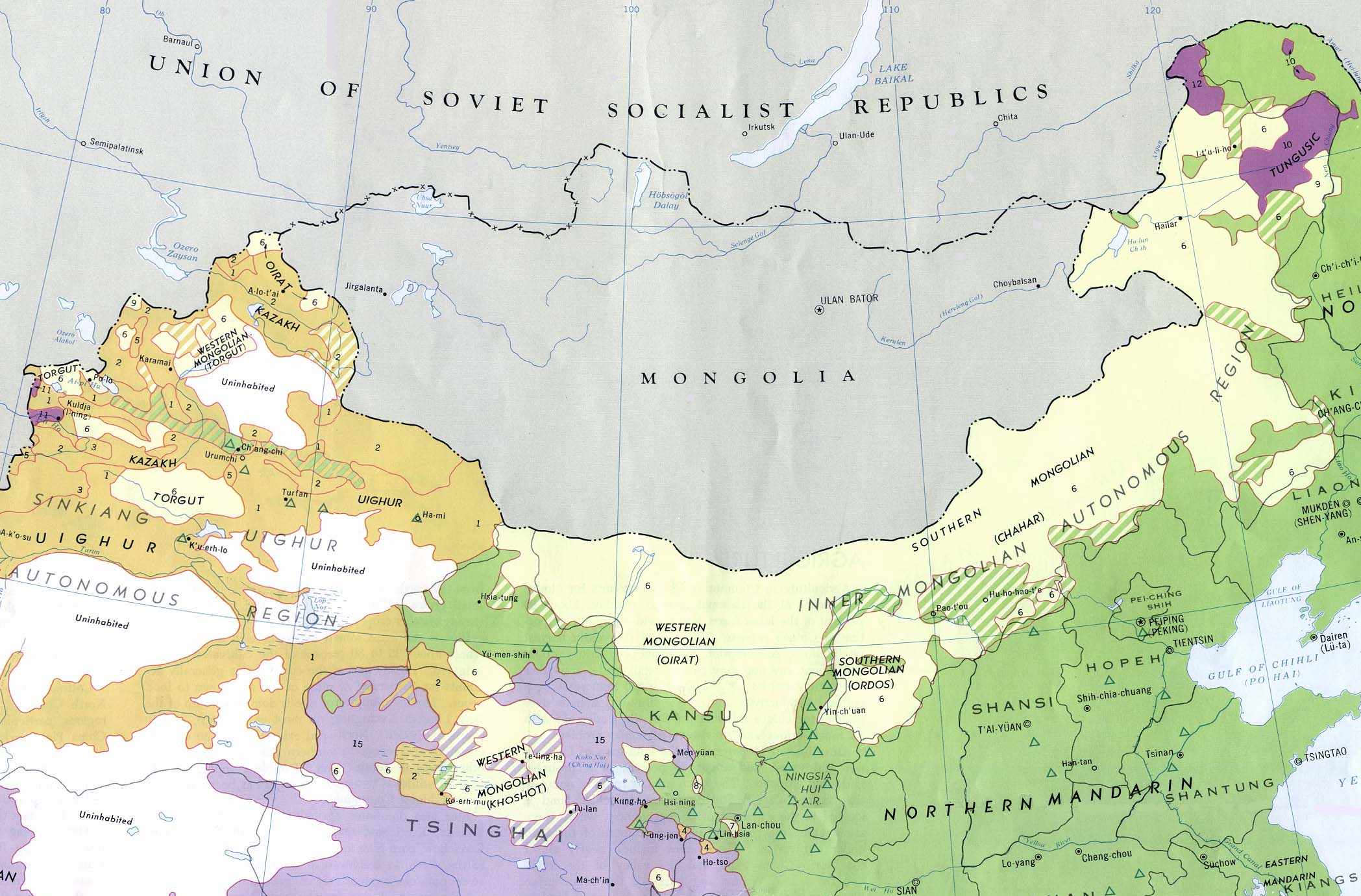
1967년 민족 언어 지도, 가운데 허란산이 존재, 오이라트어가 사용되는 지역의 감소를 보임

허란산맥(賀蘭山脈, Helan Mountains) 혹은 아라샨산(阿拉善山脈, Alashan Mountains)은 문헌에서 내몽골(內蒙古)의 아라산맹(阿拉善盟)과 닝샤후이족자치구(寧夏回族自治區)의 경계를 형상하는 사막화된 산맥이다. 허란산맥은 오르도스고원(Ordos Plateau) 혹은 오르도스 만곡지대(Ordos Loop)에서 북쪽으로 흐르는 황하(黃河)와 평행하여 남북으로 뻗어 있다. 황하는 대부분 산 동쪽에 있지만 북쪽에서는 큰 협곡 없이 산맥 서쪽으로 흐른다. 서쪽에는 매우 건조한 텡게르 사막(Tengger Desert)이 있지만, 동쪽에는 황하 옆 관개 지역이 있으며, 인촨시(銀川市)와 스쭈이산시(石嘴山市)가 그 가운데에 있다. 좀더 동쪽으로는 오르도스 사막(Ordos Desert)의 마오우스사막(毛烏素沙漠) 혹은 무우스사막(Mu Us Desert)이 있다. 북쪽에는 내몽골의 우하이시(烏海市)가 있다.
산맥은 북쪽에서 남쪽으로 약 200km, 폭 15~50km, 평균 해발 고도 약 2000m이며, 황하는 산맥 인근에서 해발고도 약 1,100m에서 흐른다. 가장 높은 봉우리의 해발고도는 3,556m이다.

## 떠오르는 와인 산업
닝샤 와인(Ningxia wine)의 생산 증가로 중국 정부는 허란산맥 동쪽을 와인 생산에 적합한 지역으로 발전할 수 있도록 인가하였다. 장위(張裕, Changyu)나 왕조포도주(王朝葡萄酒, Dynasty Wine) 등 일부 중국 와인 대기업은 성(省) 서쪽 지역에서 발전을 시작하였다. 더불어 이들은 와인 플랜테이션으로 2만 에이커의 땅을 소유하였고, 왕조포도주는 1억 위안을 닝샤에 투입하였다. 또한 국영 석유 기업인 시노펙(Sinopec) 혹은 중국석유화공주식유한공사(中國石油化工股份有限公司, China Petroleum & Chemical Corporation)가 산맥 인근에 포도 플랜테이션을 세웠다. 가전제품 회사인 메이디그룹(美的集團, 메이디그룹) 역시 닝샤의 와인 산업에 참여하기 시작했다.

## 사진

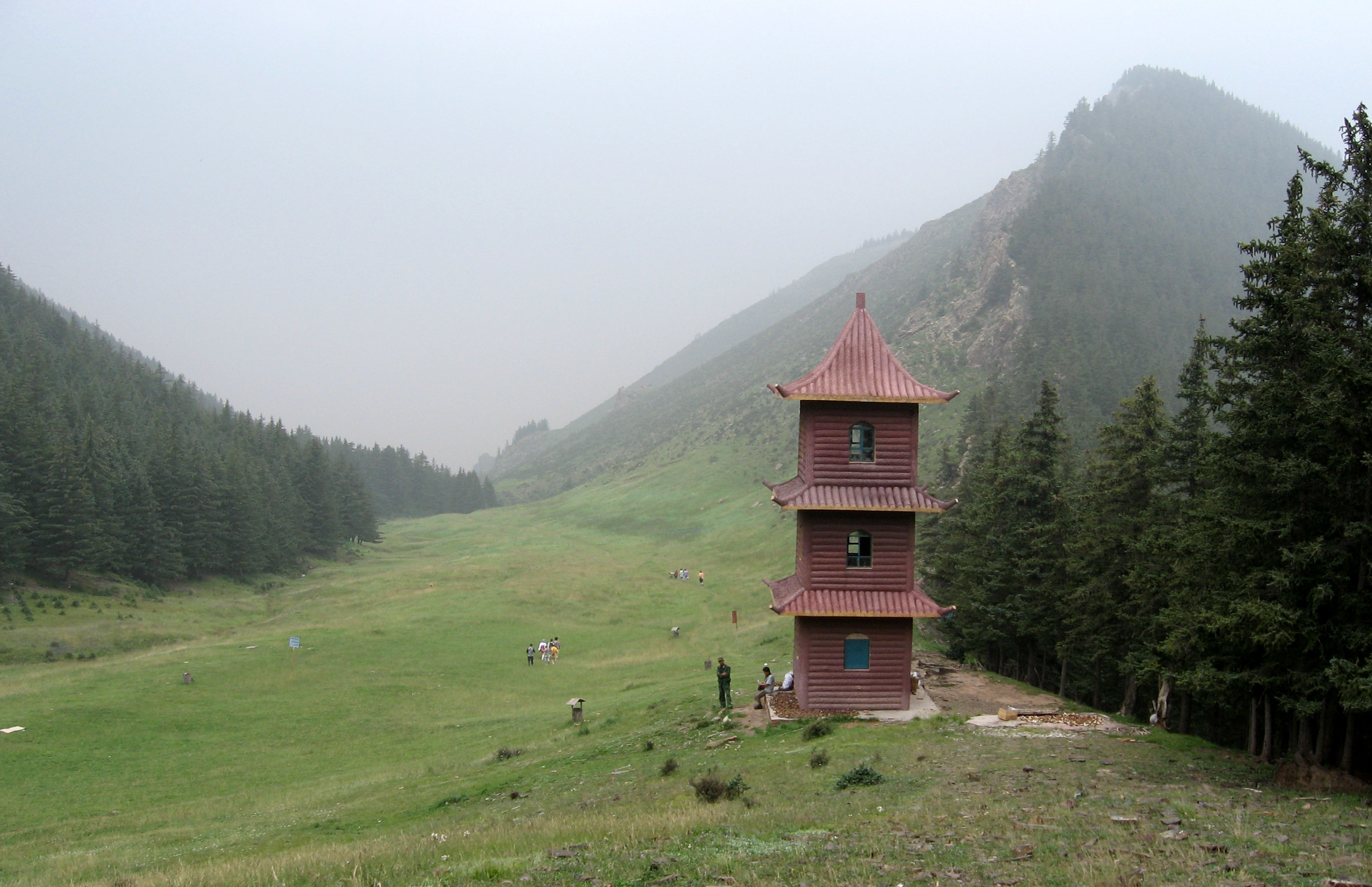
허란 고원에 있는 현대식 탑
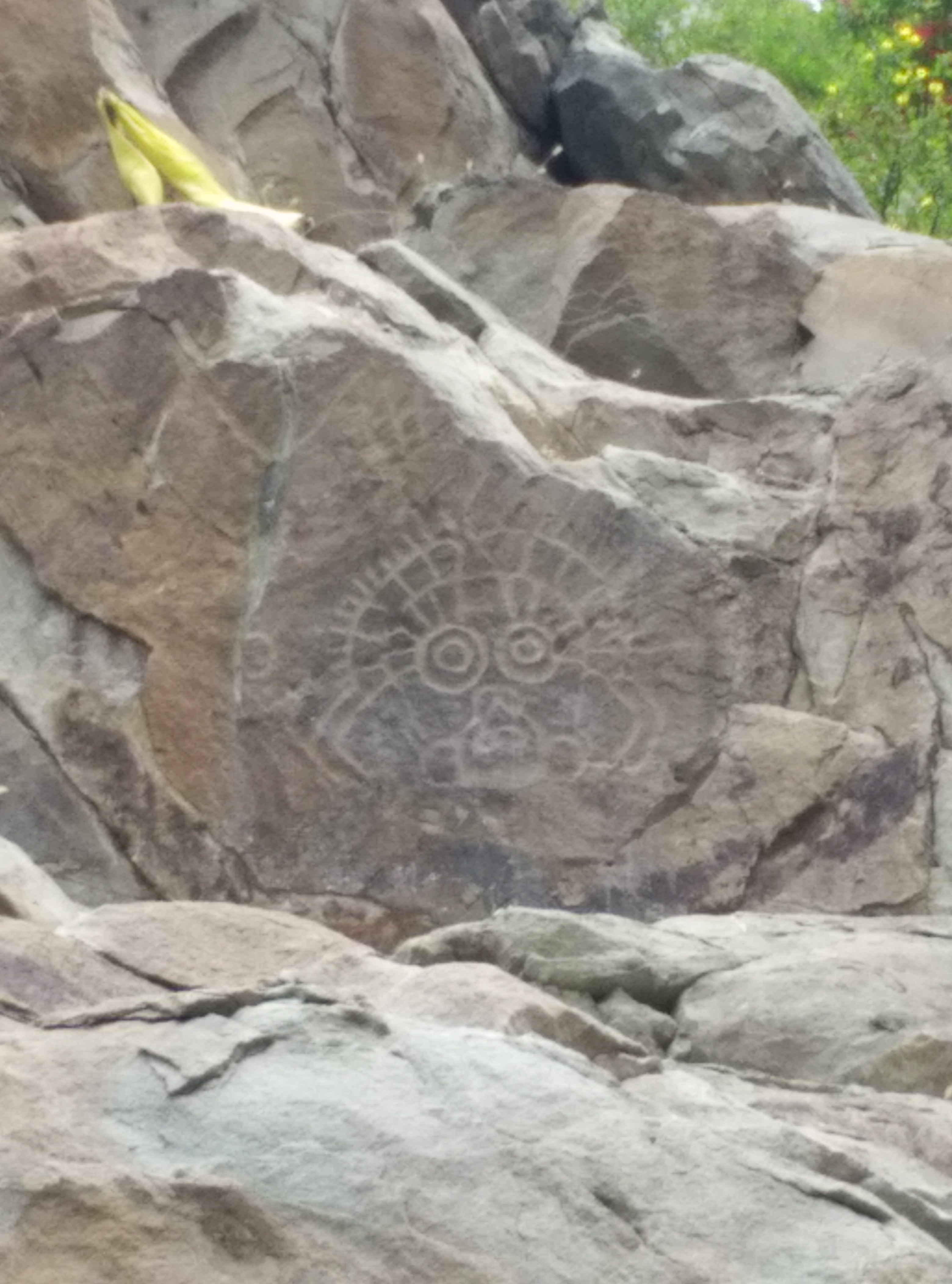
태양신을 새긴 암각화
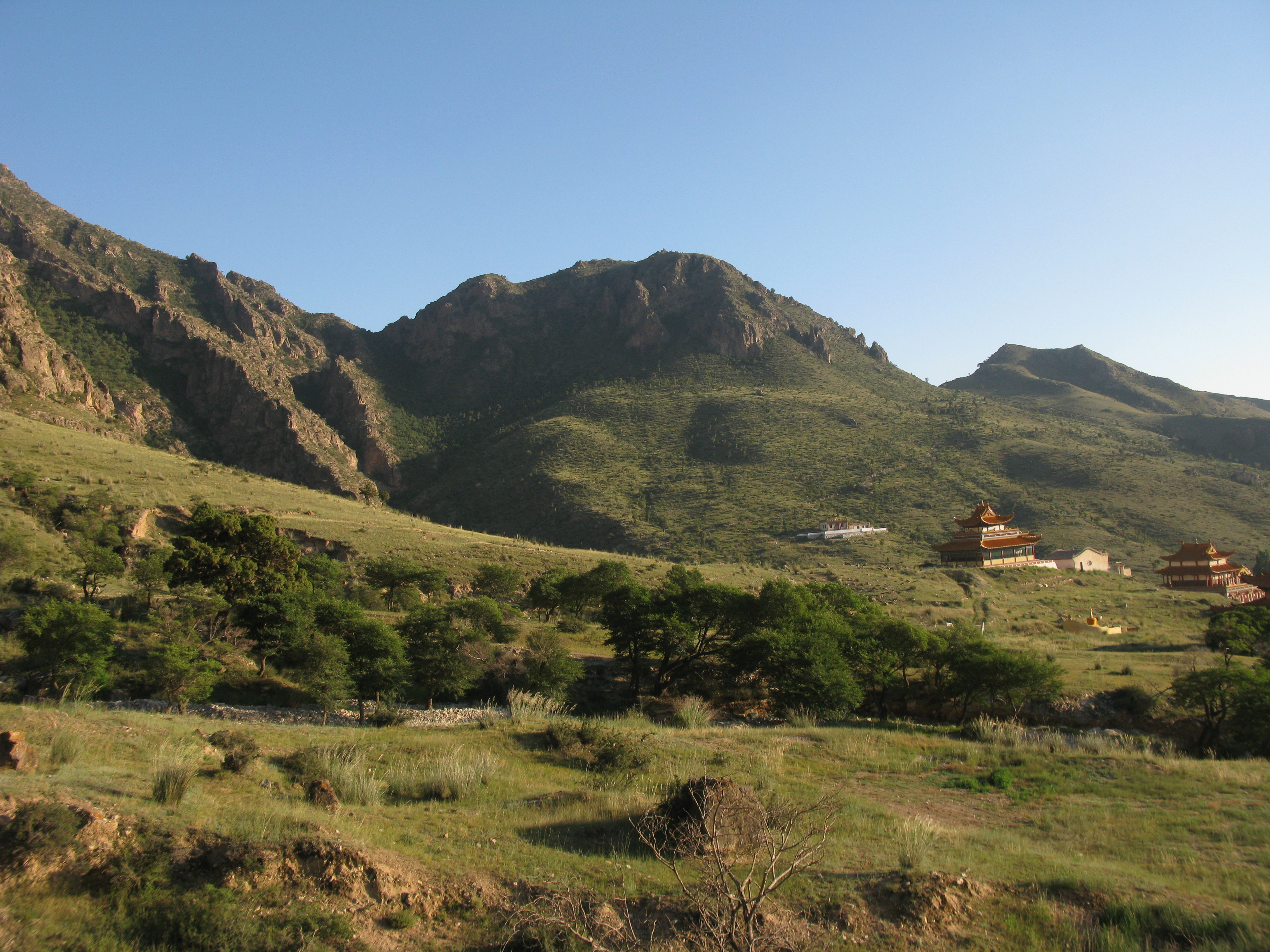
아라산맹 광종사(廣宗寺) 전경
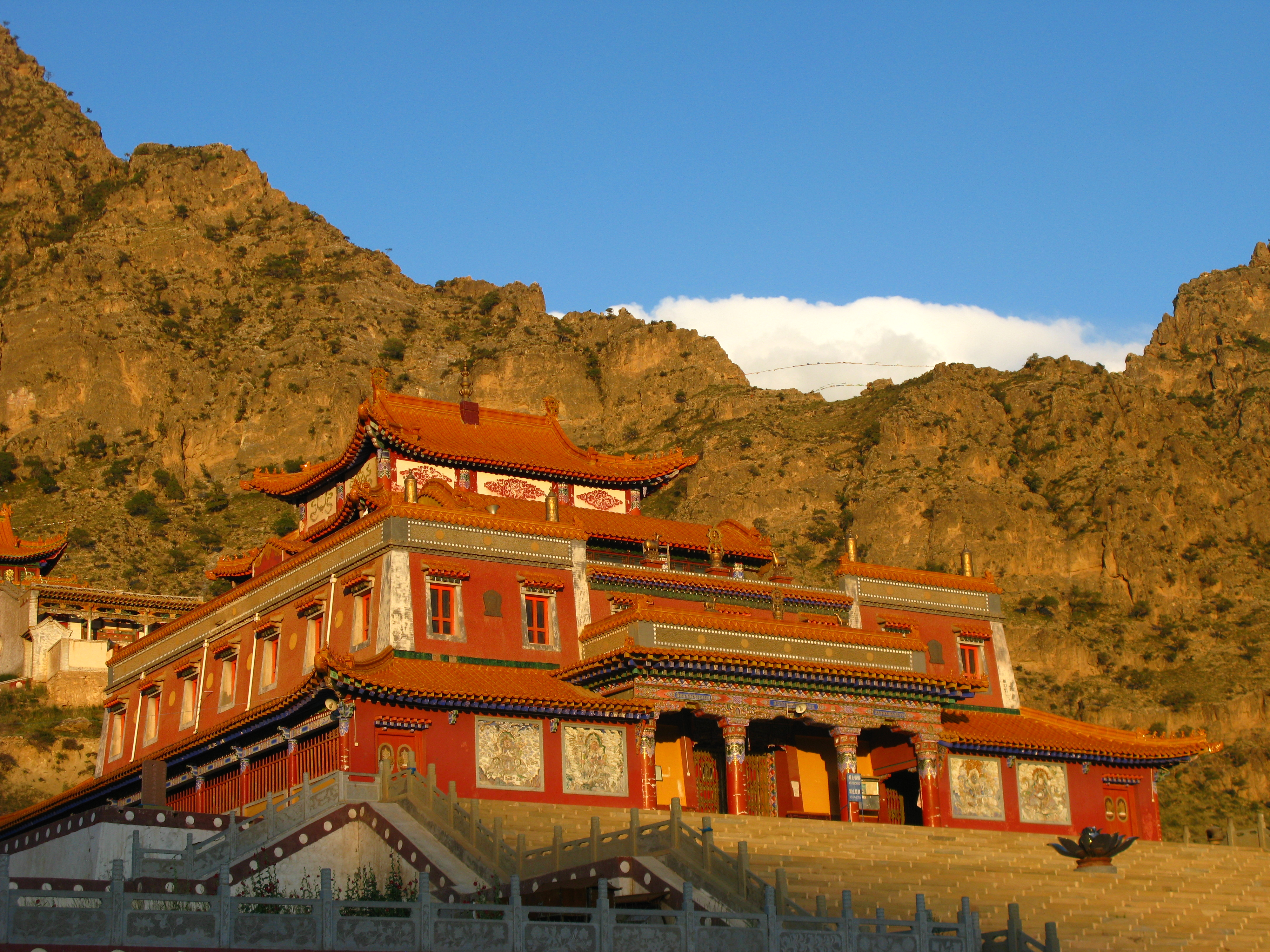
아라산맹 광종사(廣宗寺)
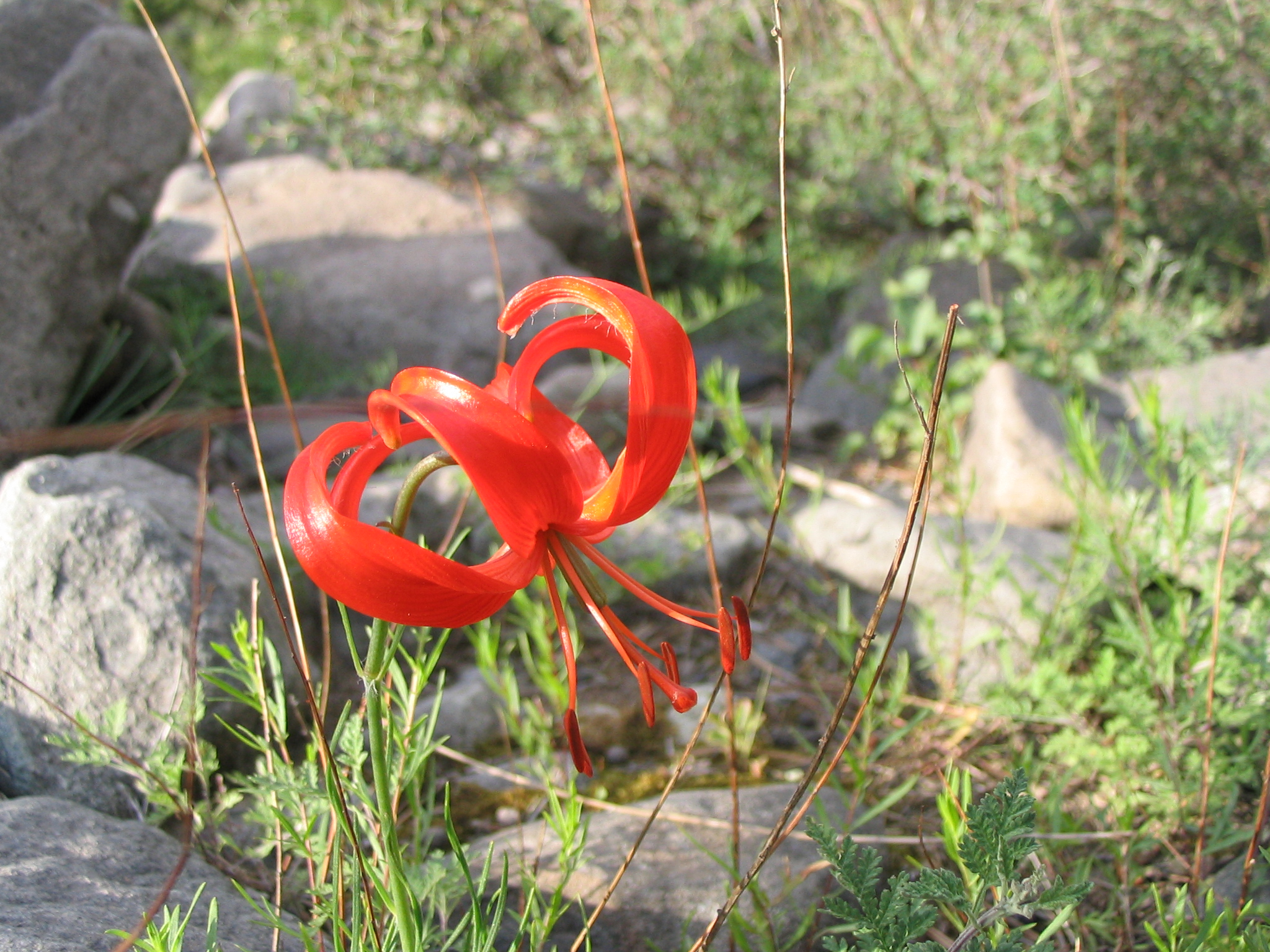
허란산 야생화 : 보라색 나리(Lilium) 종류
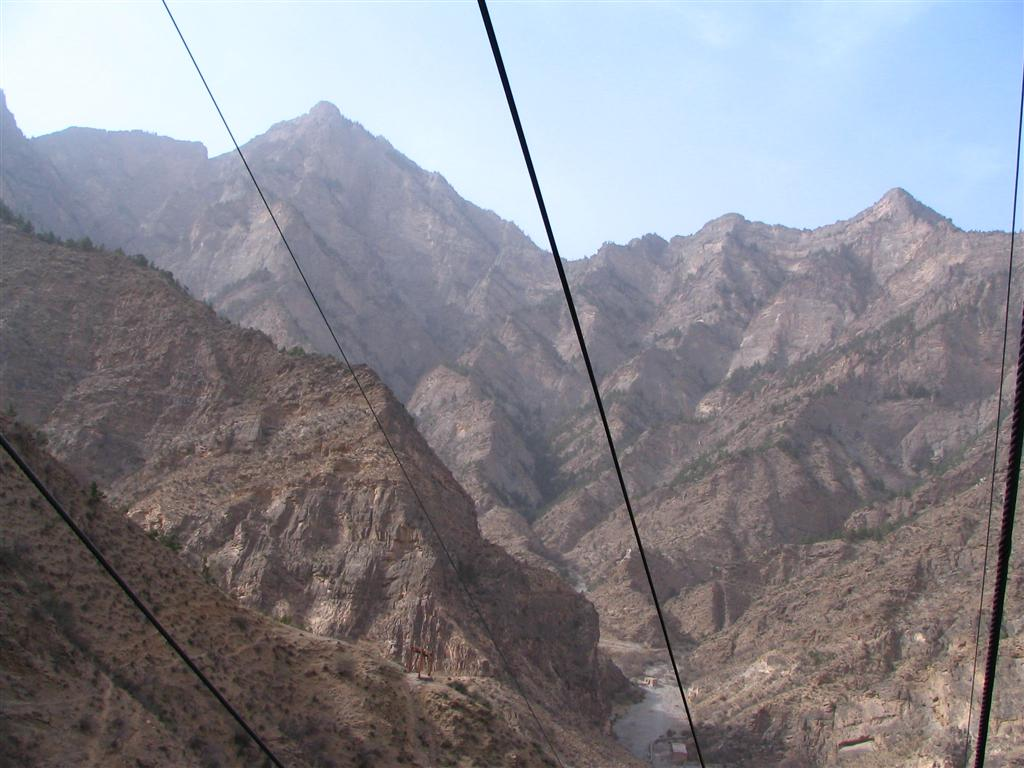
케이블카에서 본 전경
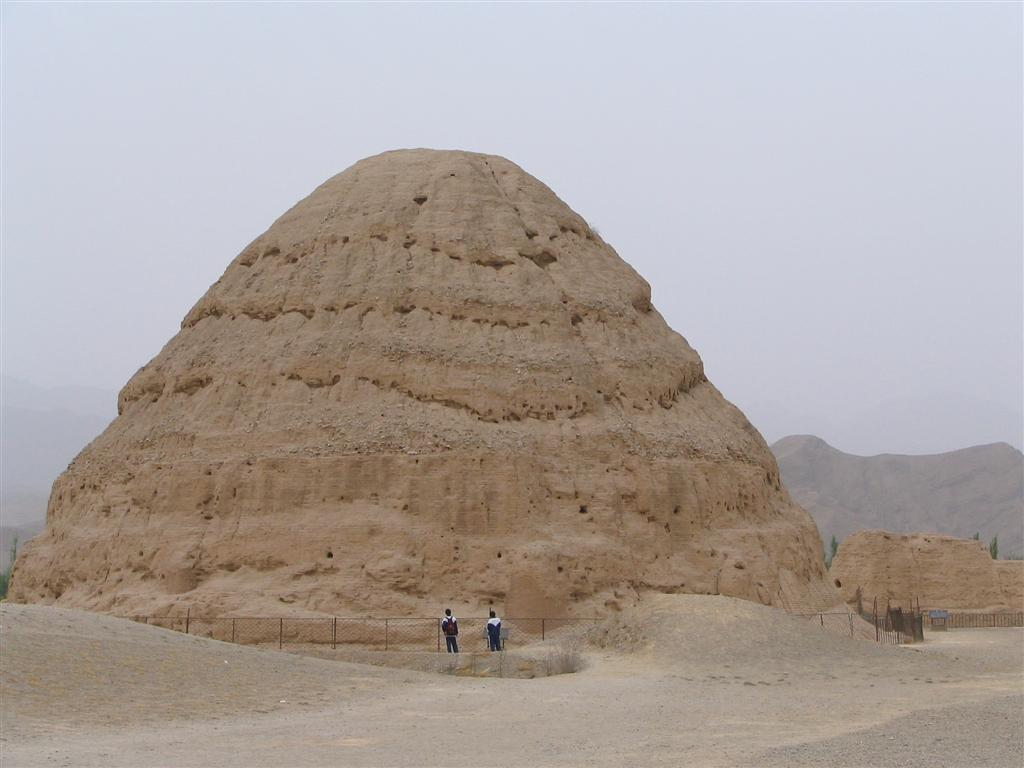
산맥 기슭에 위치한 제3호 서하(西夏) 고분
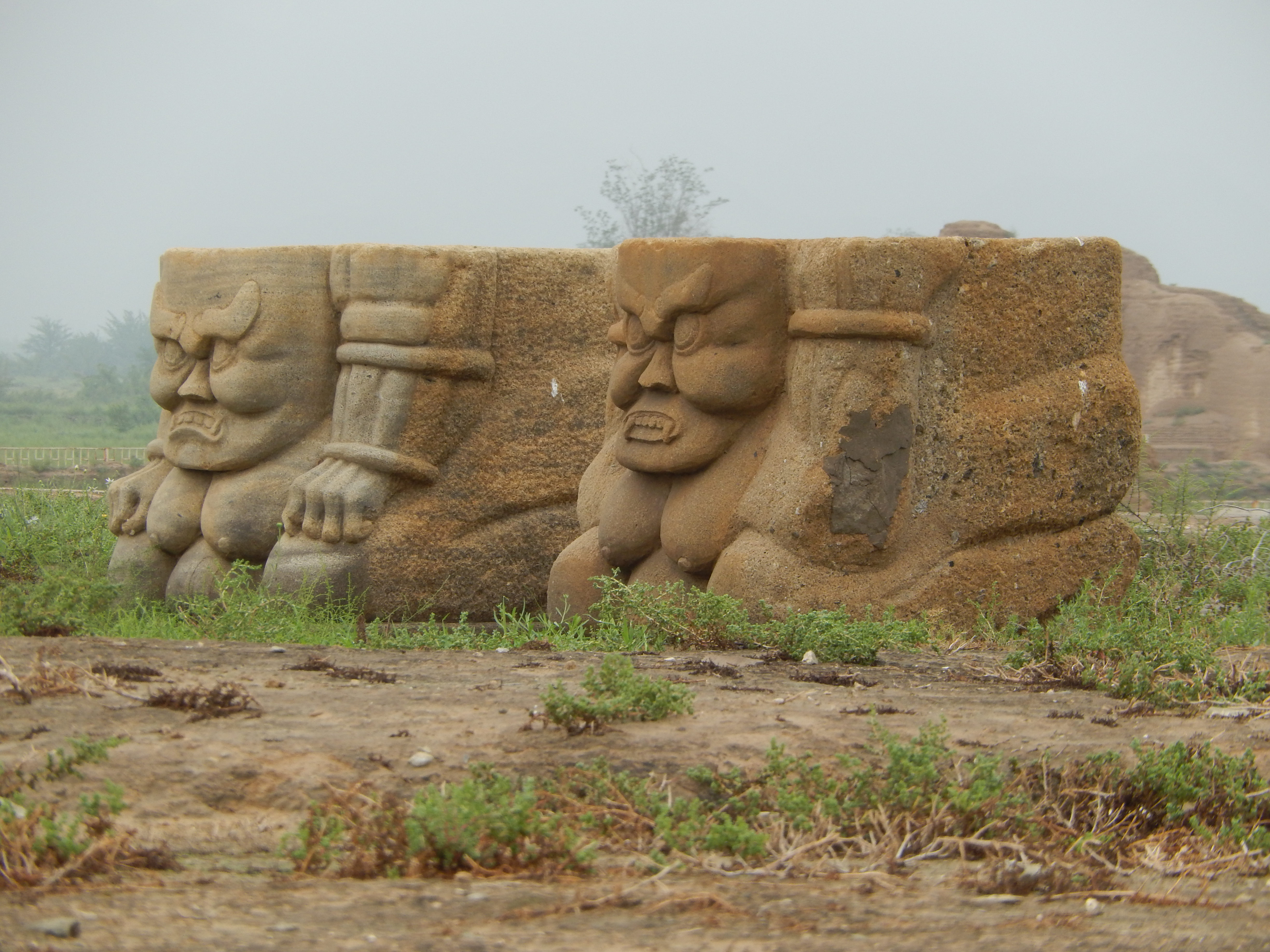
제3호 서하(西夏) 고분 2개의 기둥에 새겨진 묘지기